# John Yeldham Whitfield
John Yeldham Whitfield, britanski general, * 1899, † 1971.